# Can Bitllets
Can Bitllets és un edifici de Vilassar de Dalt (Maresme).

## Descripció
Can Bitllets era una antiga fàbrica tèxtil que hi havia al carrer Murillo, al costat de La Tela. Estava inclosa en el Catàleg però amb un grau de protecció documental. Actualment en el lloc de la fàbrica hi ha una rengleres de cases adossades de planta baixa i pis, respectant les alçades de les cases de l'altre costat, però amb un ritme compositiu de les façanes diferent amb una paleta cromàtica més agressiva.

## Història
També es coneix amb el nom de Vapor de baix i es construeix l'any 1857 amb 72 telers mecànics La promotora és la vídua Paula Vehil (1795-1872) i els seus fills Genís (1826-57) i Pau (1833-68), hereus del fabricant Pau Serra i Tauran (1799-1850).
Com s'observa fàcilment, els fills van morir molt joves comporta que la fàbrica es llogui a tercers. Així, entre 1876 i 1878 s'instal·la Camil Mulleras i "Sauqué i Cia", entre 1893 i 1898, en Miquel Piferrer i Galceran; entre 1903 i 1910, "Rovira Riu i Cia"; i a partir de 1912, en Maties Magriñà. Des de 1934 l'empresa tenia el nom de "Hija de M. Magriñà" que hi treballa fins al 1972.